# Paper (chanson de Svala)
Pour les articles homonymes, voir Paper.
Chansons représentant l'Islande au Concours Eurovision de la chanson
Hear Them Calling
(2016) Our Choice
(2018)
Paper (en français « Papier ») est la chanson de Svala qui représente l'Islande au Concours Eurovision de la chanson 2017 à Kiev, en Ukraine.